# Möllegylet (Kyrkhults socken, Blekinge)
Möllegylet är en sjö i Olofströms kommun i Blekinge och ingår i Skräbeåns huvudavrinningsområde.